# Diakron
Synkron og diakron er et central begrebspar i humanistisk videnskab og samfundsvidenskab. Begrebsparret bruges især meget inden for historiefaget. Ordet synkron kommer af græsk syn = "sammen" + khrónos = "tid". Det synkrone er altså det samtidige, hvilket også kommer til syne i begrebet synkronisering. Ordet diakron kommer også fra græsk diá = gennem + khrónos = tid. Det diakrone er altså det, som forløber på langs ad tidsaksen, som ændrer sig med tiden.
Inden for de humanistiske videnskaber dækker begrebet ”synkron” over undersøgelser af mere eller mindre faste tilstande der var gældende på et givent tidspunkt eller i en historisk periode. En synkron undersøgelse af det 17. århundredes Frankrig kunne f.eks. interessere sig for emner som merkantilisme, absolutisme, centralisme og hierarkier. Om den synkrone undersøgelse har historikeren Bjørn Poulsen skrevet, at ”de permanente strukturer træder frem, mens samfundets udvikling i tid forbliver i baggrunden.”
Inden for de humanistiske videnskaber dækker begrebet ”diakron” over undersøgelser af historiske eller nutidige processer på forskellige områder af samfundet. En diakron undersøgelse af naturbegrebet i Danmark kunne f.eks. interessere sig for emner som landbrugsudvikling, industrialisering, urbanisering, demografi, forurening, massekommunikation og rekreation.
Diakrone undersøgelser fokuserer altså på, hvordan forhold ændrer sig, fx fra en historisk periode til en anden. Det kan fx være en undersøgelse af, hvordan magtforhold ændrer sig over tid.